# Amazing grace
Amazing grace (eng. 'Čudesna milost'), poznata u Hrvatskoj kao Milost, kršćanska je duhovna pjesma, koju je 1772. godine, iz osobna iskustva, napisao engleski pjesnik anglikanac John Newton (1725. – 1807.) koji je bio trgovac robljem i obraćenik.

## Tekst
Tekst prijevoda pjesme na hrvatskome glavi ovako:

Milost koja sve vodi nas, 

daje snagu i mir. 

Oživjela je život moj, 

bijah slijep, a sad vidim.

Vrijeme teče, prolazi sve,

milost nam Bože daj,

da živeći ne umremo,

da svjetlo budeš nama.

Sve pjesme naše za Te su

i molitve naše,

spasi, o Oče, narod svoj,

nek’ milost vodi nas!

## Vanjske poveznice
- Milost u izvedbi Olivera Dragojevića